# Чудак (филм из 2014)
Чудак (енгл. Creep) је амерички психолошки хорор филм из 2014. године, рађен техником пронађеног снимка, редитеља Патрика Брајса, који заједно са Марком Дупласом тумачи једине две улоге у филму. Брајс и Дуплас су заједно написали за причу, док сценарио није ни постојао. Продуцент филма је Џејсон Блум.
Брајс је био инспирисан филмовима Мизери (1990) и Фатална привлачност (1987). Премијера је била 8. марта 2014. на филмском фестивалу Југ-југозапад, док је на Нетфликсу објављен 14. јула 2015. Филм је добио позитивне рецензије критичара и на сајту Ротен томејтоуз оцењен је са 90%. Три године касније, снимљен је наставак под насловом Чудак 2, а постоје планови и за трећи део.

## Радња
Млади сниматељ, који има проблема са новцем, пријављује се на онлајн оглас за једнократни посао у удаљеном граду. Његов задатак је да сними свакодневни живот човека по имену Џозеф, који му говори да је на самрти због тумора мозга. Џозефова супруга је трудна, па он на тај начин жели да остави поруку свом нерођеном сину, слично као Мајкл Китон у филму Мој живот без мене (1993).
Међутим, Џозеф врло брзо почиње да показује чудно понашање и Арон страхује за своју безбедност. Ствари постају још горе када сазна да га је све време лагао о болести, као и о жени и детету...

## Улоге
| Глумац        | Улога        |
| ------------- | ------------ |
| Марк Дуплас   | Џозеф        |
| Патрик Брајс  | Арон         |
| Кејти Аселтон | Анџелин глас |